# Fifty Shades of Black
Fifty Shades of Black (titulada Cincuenta sombras muy oscuras en España, Cincuenta sombras de Black en México y Cincuenta sombras negras en Argentina) es una película estadounidense de comedia dirigida por Michael Tiddes y protagonizada por Marlon Wayans, quien también escribió y produjo la película. La película es una parodia de la película dramática, romántica y erótica Cincuenta sombras de Grey. Open Road Films estrenó la película en los cines estadounidenses el 29 de enero de 2016.

## Argumento
Hannah (Kali Hawk) recibe el encargo de entrevistar a un joven empresario, Christian Black (Marlon Wayans). La inexperta e inocente chica intenta olvidarlo, pero pronto comprende cuánto le desea. Cuando la pareja por fin inicia una apasionada y desenfrenada relación, Hannah se sorprende por las peculiares prácticas eróticas de Black, al tiempo que descubre los límites de sus propios y más oscuros deseos.
Sin lugar a dudas, muestra una sátira y comedia de lo absurdo y exagerado del guion (50 sombras de Grey) al cual hace referencia para parodiarlo y ridiculizarlo.

## Reparto
- Marlon Wayans como Christian Black.
- Kali Hawk como Hannah.
- Jane Seymour como Claire Black.
- Fred Willard como Gary.
- Mike Epps como Ron.
- Affion Crockett[1] como Eli Black.
- King Bach como Jesse.
- Kate Miner[2] como Ashley.
- Jenny Zigrino como Kateesha.

## Producción
El 3 de junio de 2015, se anunció que Open Road Films había adquirido los derechos de distribución en Estados Unidos con un costo de producción de $5.000.000 de dólares. La fotografía principal de la película comenzó el 11 de agosto de 2015 en Los Ángeles.

## Recepción
Fifty Shades of Black ha recibido críticas negativas por parte de la crítica y la audiencia, en el sitio Rotten Tomatoes tiene una calificación de 7% basada en 41 reseñas, con una puntuación de 2.8. La página Metacritic le ha dado a la película una puntuación de 28 de 100, basada en 11 críticas, indicando «reseñas generalmente desfavorables». Las audiencias de CinemaScore le han dado una puntuación de «C» en una escala de A+ a F, mientras que en el sitio IMDb los usuarios le han dado una puntuación de 3,3/10, con base en más de 3000 votos.